# Glenn Miller
Alton Glenn Miller (Clarinda, 1 de março de 1904 — 15 de dezembro de 1944) foi um músico de jazz estadunidense e bandleader na era do swing. Foi um dos artistas de mais vendas entre 1939 e 1942, liderando uma das mais famosas big bands.

## Biografia
Após ter estudado na Universidade de Colorado, em 1920, Miller transformara-se num trombonista profissional na banda de Ben Pollack. Por volta de 1930, já era um reconhecido músico independente de Nova Iorque. Mais tarde, transformou-se num organizador de orquestras ligeira masculinas, sobretudo das dos irmãos Dorsey, iniciada em 1934, e de Ray Noble, organizada em 1935. Depois de ter tentado  infrutiferamente formar a sua própria orquestra  em 1937, acabou por o conseguir no ano seguinte e em finais de 1939 era já um famoso director de orquestra ligeira. Ingressou no exército americano durante a Segunda Guerra Mundial, tendo-lhe sido dado o posto de capitão, sendo promovido mais tarde a major e a director da banda da força aérea do Exército dos Estados Unidos na Europa. Ao voar do Reino Unido para Paris, desapareceu, não tendo os corpos nem os destroços dos ocupantes do avião em que viajava sido avistados ou recuperados.
Os triunfos de Miller nos salões de dança basearam-se em orquestrações doces executados meticulosamente. O som do trombone de Miller, imediatamente reconhecível e muito copiado, baseava-se em princípios musicais muito simples, como foram todos os seus grandes sucessos, incluindo a sua própria composição, "Moonlight Serenade" que nasceu de um exercício que tinha escrito para Joseph Schillinger. Os seus dois filmes realizados em Hollywood, Sun Valley Serenade, de 1941, e Orchestra Wives, no ano seguinte, não deixaram de contribuir para aumentar a sua reputação, mas o factor mais importante para a continuação do seu reconhecimento foi a saída, em 1953, do filme biográfico, um pouco aligeirado The Glenn Miller Story.
Alguns críticos afirmam que o contributo do jazz para a música da sua orquestra foi insignificante, mas outros consideram que o seu som representa o paradigma da música popular do seu tempo.[carece de fontes?]

### Post mortem
Após sua morte, a Glenn Miller Orchestra foi reconstituída sob a direção de Tex Beneke, saxofonista, cantor e um dos amigos mais próximos de Miller. Anos depois a família de Miller, tendo seguido caminhos distintos de Beneke, contratou Ray McKinley (baterista da banda da Força Aérea do Exército dos Estados Unidos liderada por Miller) para organizar uma nova "banda fantasma" em 1956, banda esta que continua a se apresentar até os dias de hoje.

## Grandes sucessos
- Chatanooga Choo-Choo
- In The Mood
- Moonlight Serenade
- A String of Pearls